# Акулово (Кимрский район)
Акулово  — деревня в Кимрском районе Тверской области. Входит в состав Фёдоровского сельского поселения.

## География
Находится в юго-восточной части Тверской области на расстоянии приблизительно 9 км на запад-юго-запад по прямой от районного центра города Кимры в левобережной части района.

## История
Известна с 1628 года как Окулово с 3 дворами. Принадлежала старицкому Успенскому монастырю. В 1678 году 4 двора, в 1780-х годах 12 дворов и 75 жителей. В 1859 году здесь (деревня Корчевского уезда Тверской губернии) было учтено 22 двора. Ныне имеет дачный характер.

## Население
Численность населения: 81 человек (1859 год), 4 (русские 100 %) в 2002 году, 6 в 2010.